# Coupe du Kazakhstan de football 2015
Navigation
Édition précédente Édition suivante
La Coupe du Kazakhstan 2015 est la 24e édition de la Coupe du Kazakhstan depuis l'indépendance du pays. Elle prend place du 29 mars au 21 novembre 2015.
Un total de 25 équipes prennent part à la compétition, c'est-à-dire l'intégralité des équipes des deux premières divisions kazakhes pour la saison 2015.
La compétition est remportée par le Kaïrat Almaty, tenant du titre, qui l'emporte face au FK Astana à l'issue de la finale et gagne sa septième coupe nationale. Cette victoire permet au club de se qualifier pour le premier tour de qualification de la Ligue Europa 2016-2017 ainsi que pour l'édition 2016 de la Supercoupe du Kazakhstan.

## Premier tour
Les rencontres de ce tour sont jouées le 29 mars 2015 et voient dix équipes de la deuxième division s'affronter entre elles.
| Date         | Club                | Score | Club                    |
| ------------ | ------------------- | ----- | ----------------------- |
| 29 mars 2015 | Lachyne Taraz (D2)  | 0 - 2 | (D2) Bolat-AMT          |
| 29 mars 2015 | Kyran Chimkent (D2) | 1 - 2 | (D2) Kaspiy Aqtaw       |
| 29 mars 2015 | FK Ekibastouz (D2)  | 4 - 0 | (D2) Bayterek Astana    |
| 29 mars 2015 | FK Maktaaral (D2)   | 0 - 1 | (D2) Akjaïyk Oural      |
| 29 mars 2015 | FK Baïkonour (D2)   | 0 - 1 | (D2) Kyzyljar Petropavl |

## Deuxième tour
Les rencontres de ce tour sont jouées les 11 et 12 avril 2015 et voient les cinq équipes restantes de la deuxième division faire leur entrée dans la compétition.
| Date          | Club                | Score                | Club                    |
| ------------- | ------------------- | -------------------- | ----------------------- |
| 11 avril 2015 | Spartak Semeï (D2)  | 4 - 0                | (D2) Kyzyljar Petropavl |
| 12 avril 2015 | Vostok Öskemen (D2) | 2 - 2 ap (1 - 4 tab) | (D2) Akjaïyk Oural      |
| 12 avril 2015 | FK Ekibastouz (D2)  | 4 - 0                | (D2) Bolat-AMT          |
| 12 avril 2015 | Kaspiy Aqtaw (D2)   | 1 - 1 ap (7 - 8 tab) | (D2) CSKA Almaty        |

## Huitièmes de finale
Les rencontres de ce tour sont jouées le 28 mars et le 29 avril 2015. Les équipes de la première division font leur entrée à cette occasion.
| Date          | Club                     | Score                | Club                       |
| ------------- | ------------------------ | -------------------- | -------------------------- |
| 28 mars 2015  | Kaysar Kyzylorda (D1)    | 1 - 0                | (D2) Spartak Semeï         |
| 29 avril 2015 | FK Ekibastouz (D2)       | 2 - 3                | (D1) FK Astana             |
| 29 avril 2015 | Chakhtior Karagandy (D1) | 1 - 2 ap             | (D1) Okjetpes Kökşetaw     |
| 29 avril 2015 | Ordabasy Chimkent (D1)   | 0 - 1                | (D1) FK Taraz              |
| 29 avril 2015 | Tobol Kostanaï (D1)      | 2 - 1                | (D2) CSKA Almaty           |
| 29 avril 2015 | Akjaïyk Oural (D2)       | 0 - 5                | (D1) FK Aktobe             |
| 29 avril 2015 | FK Atyraou (D1)          | 0 - 1                | (D1) Jetyssou Taldykourgan |
| 29 avril 2015 | Okjetpes Kökşetaw (D1)   | 0 - 0 ap (4 - 1 tab) | (D1) Irtych Pavlodar       |

## Quarts de finale
Les rencontres de ce tour sont jouées le 20 mai 2015.
| Date        | Club                   | Score    | Club                       |
| ----------- | ---------------------- | -------- | -------------------------- |
| 20 mai 2015 | Okjetpes Kökşetaw (D1) | 2 - 3    | (D1) FK Aktobe             |
| 20 mai 2015 | Tobol Kostanaï (D1)    | 2 - 0    | (D1) Jetyssou Taldykourgan |
| 20 mai 2015 | Kaysar Kyzylorda (D1)  | 1 - 2 ap | (D1) FK Astana             |
| 20 mai 2015 | Kaïrat Almaty (D1)     | 4 - 1    | (D1) FK Taraz              |

## Demi-finales
Les demi-finales sont disputés sous la forme de confrontations en deux manches, les matchs aller étant joués le 2 juin et les matchs retour le 23 septembre 2015.
| Club                | Score | Club               | Aller | Retour |
| ------------------- | ----- | ------------------ | ----- | ------ |
| FK Aktobe (D1)      | 1 - 3 | (D1) FK Astana     | 0 - 2 | 1 - 1  |
| Tobol Kostanaï (D1) | 1 - 5 | (D1) Kaïrat Almaty | 0 - 3 | 1 - 2  |

## Finale
La finale de cette édition oppose le FK Astana, qui dispute sa troisième finale depuis 2010, au Kaïrat Almaty, tenant du titre et dont il s'agît là de la neuvième finale. Disputée le 21 novembre 2015 à l'Astana Arena d'Astana, le FK Astana ouvre dans un premier temps la marque en première mi-temps grâce à Patrick Twumasi avant qu'un doublé de Đorđe Despotović lors de la deuxième période ne retourne la situation en faveur du Kaïrat qui l'emporte ainsi sur le score de 2-1 et gagne sa septième coupe nationale.
| ·              |                     |       |
| Titulaires :   |                     |       |
|                |                     |       |
|                | Vladimir Plotnikov  |       |
|                | Timur Rudoselskiy   | 83e   |
|                | Zaurbek Pliev       |       |
|                | Bruno Soares        |       |
|                | Žarko Marković      |       |
|                | Mikhaïl Bakaïev     |       |
|                | Bauyrzhan Islamkhan |       |
|                | Sito Riera          |       |
|                | Islambek Kuat       | 89e   |
|                | Anatoliy Tymoshchuk |       |
|                | Đorđe Despotović    | 90+3e |
|                |                     |       |
| Remplaçants :  |                     |       |
|                | Rifat Nurmugamet    | 83e   |
|                | Mark Gurman         | 89e   |
|                | Gérard Gohou        | 90+3e |
|                |                     |       |
| Entraîneur :   |                     |       |
| Vladimír Weiss |                     |       |

| ·                |                       |     |
| Titulaires :     |                       |     |
|                  |                       |     |
|                  | Nenad Eric            |     |
|                  | Abzal Beisebekov      | 76e |
|                  | Yevgeny Postnikov     |     |
|                  | Marin Aničić          |     |
|                  | Dmitri Shomko         |     |
|                  | Serikzhan Muzhikov    |     |
|                  | Georgy Zhukov         |     |
|                  | Nemanja Maksimović    |     |
|                  | Bauyrzhan Dzholchiyev | 76e |
|                  | Tanat Nuserbayev      | 86e |
|                  | Patrick Twumasi       |     |
|                  |                       |     |
| Remplaçants :    |                       |     |
|                  | Junior Kabananga      | 76e |
|                  | Foxi Kethevoama       | 76e |
|                  | Aleksey Shchotkin     | 86e |
|                  |                       |     |
| Entraîneur :     |                       |     |
| Stanimir Stoilov |                       |     |

| ·              |                     |       |
| Titulaires :   |                     |       |
|                |                     |       |
|                | Vladimir Plotnikov  |       |
|                | Timur Rudoselskiy   | 83e   |
|                | Zaurbek Pliev       |       |
|                | Bruno Soares        |       |
|                | Žarko Marković      |       |
|                | Mikhaïl Bakaïev     |       |
|                | Bauyrzhan Islamkhan |       |
|                | Sito Riera          |       |
|                | Islambek Kuat       | 89e   |
|                | Anatoliy Tymoshchuk |       |
|                | Đorđe Despotović    | 90+3e |
|                |                     |       |
| Remplaçants :  |                     |       |
|                | Rifat Nurmugamet    | 83e   |
|                | Mark Gurman         | 89e   |
|                | Gérard Gohou        | 90+3e |
|                |                     |       |
| Entraîneur :   |                     |       |
| Vladimír Weiss |                     |       |

| ·                |                       |     |
| Titulaires :     |                       |     |
|                  |                       |     |
|                  | Nenad Eric            |     |
|                  | Abzal Beisebekov      | 76e |
|                  | Yevgeny Postnikov     |     |
|                  | Marin Aničić          |     |
|                  | Dmitri Shomko         |     |
|                  | Serikzhan Muzhikov    |     |
|                  | Georgy Zhukov         |     |
|                  | Nemanja Maksimović    |     |
|                  | Bauyrzhan Dzholchiyev | 76e |
|                  | Tanat Nuserbayev      | 86e |
|                  | Patrick Twumasi       |     |
|                  |                       |     |
| Remplaçants :    |                       |     |
|                  | Junior Kabananga      | 76e |
|                  | Foxi Kethevoama       | 76e |
|                  | Aleksey Shchotkin     | 86e |
|                  |                       |     |
| Entraîneur :     |                       |     |
| Stanimir Stoilov |                       |     |